# امیرعباس سلطانی
امیرعباس سلطانی نمایندهٔ دورهٔ نهم مجلس شورای اسلامی از حوزهٔ انتخابیهٔ بروجن در استان چهارمحال و بختیاری بود.وی در انتخابات مجلس در دوره یازدهم ثبت نام کرد که به دلایل نامعلومی رد صلاحیت شد .

## مسئولیتهای قبل از نمایندگی مجلس (پیش از سال ۱۳۹۰)
رئیس اداره آب وفاضلاب بروجن ، شهردار بروجن .

## نمایندگان استان چهارمحال وبختیاری در دوره نهم مجلس
امیرعباس سلطانی به همراه مجید جلیل سرقلعه از حوزهٔ انتخابیهٔ لردگان (عضو کمیسیون انرژی)، حمیدرضا عزیزی فارسانی از حوزه انتخابیه اردل، فارسان، کوهرنگ و کیار (عضو کمیسیون بهداشت و درمان) و سعید زمانیان از حوزه انتخابیه شهرکرد (عضو کمیسیون برنامه و بودجه و محاسبات) در نهمین دوره انتخابات مجلس شورای اسلامی از حوزه انتخابیه استان چهارمحال و بختیاری وارد بهارستان شد.

## مسئولیت در هیئت مدیره شرکت نفت فلات قاره ایران
ایشان پس از اتمام دوره نهم مجلس شورای اسلامی مشغول به خدمت در شرکت نفت فلات قاره ایران بوده و عهده‌دار مسئولیت‌های ذیل می‌باشند.
1. عضو هیئت مدیره
2. مشاور مدیر عامل
3. مسئول کار گروه مدیریت دارایی‌های فیزیکی شرکت نفت فلات قاره ایران